# Banco Ciudad de Buenos Aires
O Banco da Cidade de Buenos Aires (Banco Ciudad de Buenos Aires) é um banco comercial municipal de propriedade pública em Buenos Aires, Argentina. Foi fundada em 23 de maio de 1878, sob o nome Monte de Piedad (Monte da Piedade), com o objetivo de combater a usura na cidade (visando principalmente a crescente onda de imigração na Argentina), concedendo empréstimos com juros abaixo do mercado, a fim de reduzir as desigualdades sociais.

## Visão geral

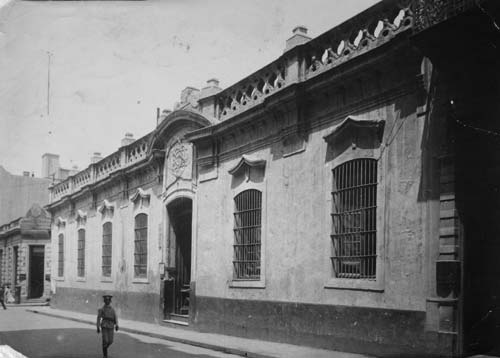
Monte de Piedad

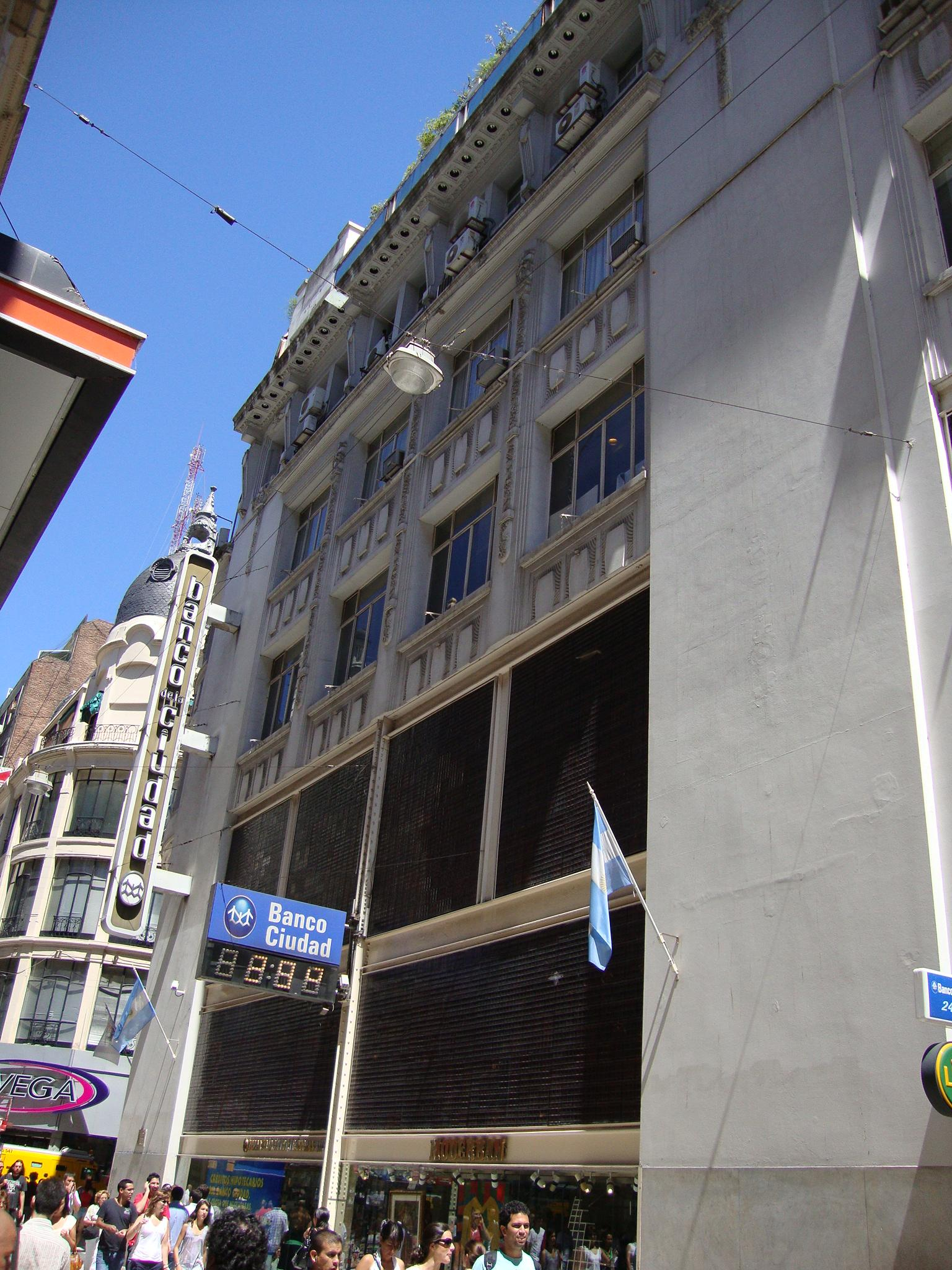
Sede da Rua Florida

O banco foi fundado em 23 de maio de 1878, como o Monte de Piedad (Monte de Piedade), em uma medida contra a prevalência de usura em Buenos Aires (visando principalmente a crescente onda de imigração na Argentina). A primeira reunião do conselho de administração em 10 de julho delineou o objetivo de "servir a comunidade trabalhadora, que mais necessita dessa instituição". Abrindo suas portas em uma residência da ala de Montserrat, anteriormente pertencente ao vice-rei Joaquín del Pino (1801–04), o banco cresceu rapidamente; em 1888, foi nacionalizada e transferida para a cidade de Buenos Aires.
Sua nova sede no distrito financeiro foi acompanhada por uma nova capitalização de mercado, permitindo conceder empréstimos pessoais, comerciais e hipotecários e adiantamentos em dia de pagamento. Logo começou a administrar fundos de pensão e se tornou uma importante fonte local de subscrição de atividades de ofertas públicas iniciais na Bolsa de Buenos Aires, títulos do governo e comércio exterior também. A instituição foi recarregada oficialmente como o Banco Municipal de Poupança e Empréstimo em 1904.
Após resultados inicialmente decepcionantes, o aumento do investimento em agências bancárias, agências e outras formas de representação levou ao crescimento renovado da instituição, particularmente durante o mandato do presidente do banco Enrique Peña, que em 1916 comprometeu a instituição a "combater a usura da maneira mais eficaz possível" - disponibilizar agências prontamente em toda a cidade, a fim de diminuir os transtornos para quem precisa de nossos serviços".
Um golpe nacionalista em 1943 levou ao súbito advento do coronel. Juan Perón como principal formulador de políticas do novo regime. O novo governo rapidamente transformou o controle da manipulação de preços nos serviços bancários e públicos uma peça central da política e, em 1944, a poupança e o empréstimo foram novamente reconfigurados como o Banco Municipal de Buenos Aires para dar aos depositantes mais opções bancárias comerciais. O crescente setor público da Argentina.
O banco tornou-se líder em empréstimos para pequenas empresas e financiou projetos de habitação pública em áreas carentes. A cidade comprou um lote no centro da cidade, na enorme Avenida Nueve de Julio (onde ficava o atacadista Mercado del Plata) em 1947 para a construção de escritórios municipais, e uma importante filial foi aberta após a conclusão do edifício em 1961. A sede do banco foi transferida para um prédio reformado da Florida Street, a antiga loja de departamentos A la Ciudad de México, em 1968. Esses e outros novos escritórios permitiram ao banco expandir suas atividades de empréstimos comerciais em larga escala. Sua crescente concorrência com o Banco da Província de Buenos Aires levou à adoção de seu nome atual em 1972.

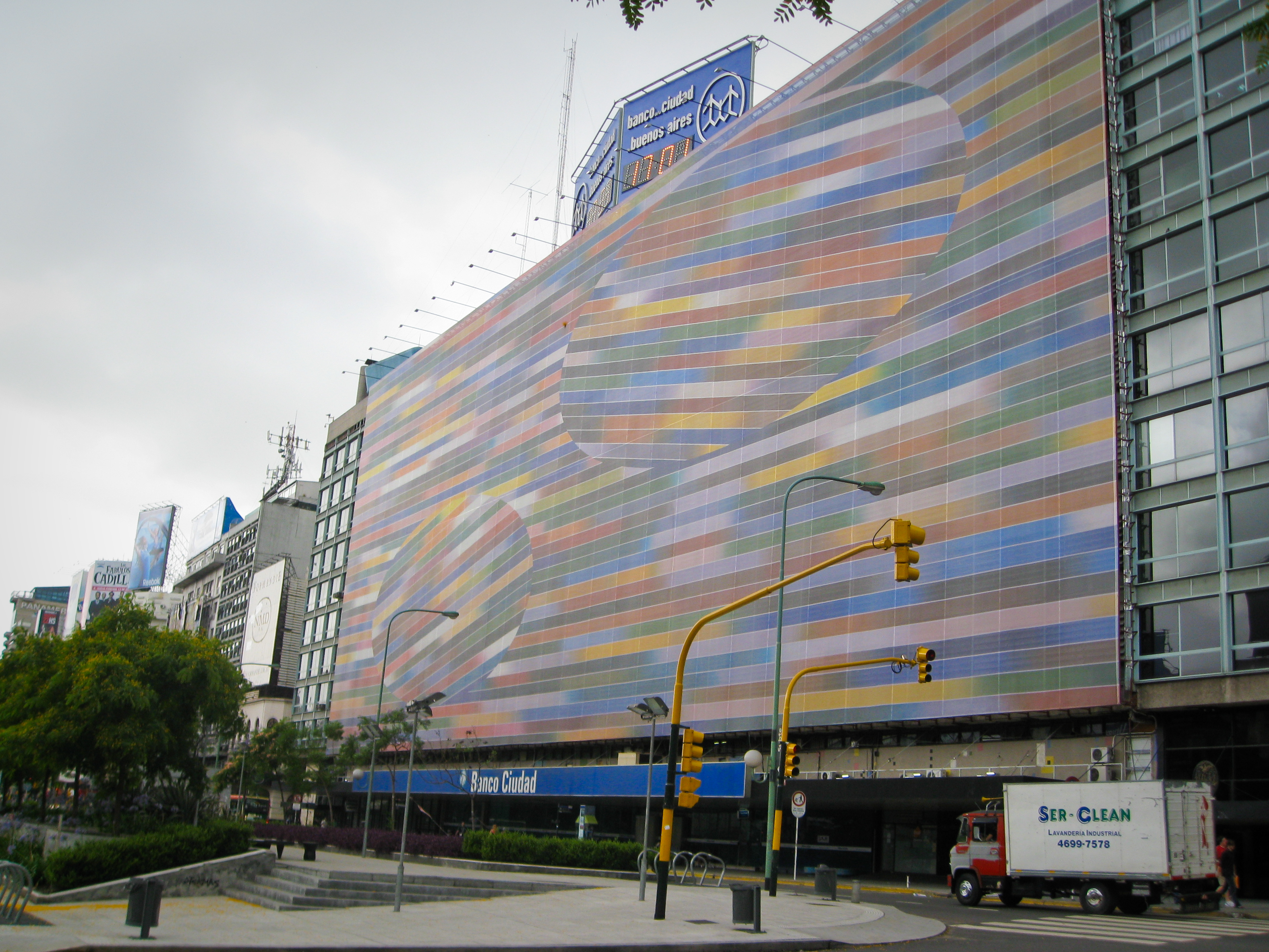
Filial da Avenida 9 de Julho

O Banco da Cidade de Buenos Aires é o nono maior da Argentina em depósitos, que em fevereiro de 2010 totalizavam US$ 3,6 bilhões (3,6% do total doméstico) e sua carteira de empréstimos de US$ 2,8 bilhões o tornaram o oitavo maior credor do país; manteve 61 filiais, empregando mais de 3.000 pessoas.

### Autoridades

#### Diretório do banco da cidade de Buenos Aires
O Diretório é integrado por seu Presidente, Javier Ortiz Batalla, Vice-Presidente, Fernando Jorge Elias, e Gerente Geral, Gustavo Jorge Cardoni.

#### Diretores
Os diretores são Alicia Graciela De Antonis, Claudia Neira, Pablo María Videla e Gastón Leonardo Rossi.

#### Síndicos
O sindicato do administrador é Guillermo Antonio Balbín.

## Filiais

### Córdoba
A nova filial na capital Córdoba, localizada na rua 45 Buenos Aires, já está em funcionamento e é aberta ao público das 8:30 às 13:30hs, e oferece todos os serviços bancários e financeiros.
A cerimônia de inauguração na capital de Córdoba tornou-se um evento político de destaque, principalmente por causa de seus participantes, políticos de arcos nacionais e provinciais, de diferentes partidos. Entre eles estavam o vice-governador Martín Miguel Llaryora; o prefeito da cidade, Javier Ramón Mestre; o vice-chefe de governo de Buenos Aires, Diego Santilli; o ex-presidente do banco e atual ministro do Interior Rogelio Frigerio; o vice-prefeito de Córdoba Felipe Lábaque; a senadora nacional Laura Rodríguez Machado e o deputado nacional Héctor Baldassi.
O Banco oferece contas gratuitas de poupança, verificação e remuneração, cartões de crédito e débito e empréstimos pessoais e hipotecários. As empresas, assim como as pequenas e médias empresas, se beneficiarão de atendimento e aconselhamento personalizados e terão à sua disposição a ampla gama de produtos que o banco oferece, como linhas de financiamento para capital de giro e bens de capital e leasing, com as taxas e condições mais competitivas do mercado, para permitir o desenvolvimento de atividades produtivas, agrícolas e de serviços na região.
Ortiz Batalla, atual presidente do Banco da Cidade de Buenos Aires, anunciou um plano de modernização que inclui a atualização permanente dos canais de operação virtual, homebanking e o novo aplicativo de mobile banking que o banco lançou em março. Ele também contempla um programa ambicioso para renovar sua frota de caixas eletrônicos.

### Mendonza
Pela primeira vez em seus 137 anos de trajetória, o terceiro banco da Argentina se expandiu para o interior do país.
Durante a cerimônia de inauguração da nova agência, localizada na Rua Catamarca 32, houve um corte simbólico da fita, testemunhado pelo presidente do banco, Javier Ortiz Batalla; O governador de Mendoza, Alfredo Cornejo; o ministro do Interior, Rogelio Frigerio, e o vice-chefe de governo de Buenos Aires, Diego Santilli, entre outros funcionários do governo.
Esta filial possui dois andares e 4 caixas eletrônicos, além de várias linhas de caixas para atendimento personalizado em uma área de 600m², onde fica a biblioteca da Peuser (32 Catamarca St.)
O banco se comprometeu a oferecer créditos para o mercado interno e para exportadores, com taxas acessíveis e os prazos mais longos do mercado.

## Agências na Cidade Buenos Aires
O banco possui cerca de cinquenta escritórios em toda a cidade de Buenos Aires, alguns deles projetados pelo estúdio MSGSSS na década de 1960, durante a expansão no final da década de 1960. Eles possuem uma estética representativa, com vidros azuis, revestimentos metálicos e interiores brancos, apesar de alguns escritórios manterem a aparência original, com tijolos de vidro na frente.

### Quartel general
A sede do banco atual foi projetada pelo estúdio MSGSSS em 1968, como um símbolo da abertura da entidade em direção a novas direções. Foi construído em tempo recorde e inaugurado no ano seguinte. Desde então, tornou-se uma peça arquitetônica reconhecida por causa do uso extensivo de tijolos de vidro como material de construção, do design integral de todos os seus móveis e da ideia de construir um banco com painel envidraçado, aberto ao público para pedestres Florida St., diferentemente do conceito clássico de um banco robusto e fechado, que tentava dar uma imagem de confiança e segurança.
Localizada em um edifício construído para uma loja "A la Ciudad de México", na esquina da Rua Florida e Sarmiento, a estrutura mantida pelo interior foi totalmente remodelada, com vitrines e tendas abertas na fachada para mostrar os itens que estão sendo leiloados e a atividade bancária para o público que anda.
Entre 1977 e 1981, foi construída uma extensão da sede do Banco da Cidade de Buenos Aires, com acesso pela Rua Sarmiento, 630, hoje conhecida como "Filial Central". Esse novo acesso foi encomendado aos arquitetos Aslan e Ezcurra e consistia em uma torre envidraçada com vigas metálicas de sete níveis subterrâneos, mais o nível do solo e 18 andares.
Em agosto de 2016, a sede foi reinaugurada com uma reforma de vanguarda, seguindo os parâmetros descritos em sua construção original. Essa reinauguração havia sido planejada em 2008 pelo atual presidente do Banco Central, Federico Sturzenegger.

### Complexo Esmeralda
A alguns quarteirões de distância, na rua Esmeralda, 660, fica o complexo Esmeralda, também conhecido como Sales Building, onde o banco realiza seus leilões públicos desde a década de 1930. Este edifício também foi reformado pelo MSGSSS em 1969 e se destaca por suas rampas e balcões extensos com objetos de até quatro leilões.

### Novo Projeto de Filial
Em fevereiro de 2010, o Banco da Cidade de Buenos Aires anunciou um concurso de arquitetura para projetar seu novo escritório corporativo, em frente ao Parque Patricios, dentro do novo Distrito Tecnológico da cidade.
Para isso, o banco comprou um quarteirão inteiro entre as ruas Uspallata, Atuel, Los Patos e Iguazú, que antes pertencia ao Instituto de Habitação da Cidade. A proposta vencedora para o edifício venceria o contrato para erguê-lo, de modo que os estúdios concorrentes precisavam ser associados aos contratados para apresentar seus projetos.
Em agosto de 2010, o inglês Norman Foster and Partners venceu o concurso, associado às obras dos designers argentinos Berdichevsky-Cherny e Edgardo Minond e CRIBA. Todo o projeto custaria 200 milhões de pesos e levaria 22 meses para ser construído.
Estúdios argentinos como Aisenson (segundo lugar), Richter-Dahl Rocha (terceiro), MSGSSS, Mario Roberto Álvarez e associados, Antonini-Schön-Zemborain, Hampton-Rivoira, B4FS, Dujovne-Hirsch, Urgell-Penedo-Urgell e o arquiteto uruguaio Rafael Viñoly também enviaram seus projetos.
A construção começou no final de 2010. O edifício foi premiado no 3º Prêmio Anual de Excelência em Sustentabilidade, organizado pela American Planning Association, na categoria "Projeto de Construção Sustentável".

## História

### Banco Municipal de Poupança e Empréstimos
A primeira reunião do conselho de administração após a sua criação, em 10 de julho, delineou o objetivo de "servir a comunidade trabalhadora, que mais necessita dessa instituição".
O banco abriu suas portas em uma residência na Ala Monserrat, que anteriormente pertencia ao vice-rei Joaquin del Pino, cresceu rapidamente e mudou seu nome seis vezes até atingir sua denominação atual. A primeira mudança substancial ocorreu em 1888, quando, após a federalização de Buenos Aires, o banco foi nacionalizado e transferido para a jurisdição da cidade de Buenos Aires. Em 30 de setembro de 1904, através da lei 4351, a instituição foi denominada "Banco Municipal de Poupança e Empréstimos".
Sua nova sede no distrito financeiro foi acompanhada por uma nova capitalização de mercado e permitiu conceder empréstimos pessoais, comerciais e hipotecários e adiantamentos em dia de pagamento. Logo começou a administrar fundos de pensão e se tornou a principal fonte local de subscrição de atividades de oferta pública inicial na Bolsa de Buenos Aires, títulos de governos provinciais e nacionais e comércio exterior também. Mas a principal mudança foi que o banco foi autorizado a cobrar os depósitos do público nas contas de poupança.
A princípio, seguiu resultados decepcionantes, que aumentaram o investimento em agências bancárias, agências e outras formas de representação e levaram ao crescimento renovado da instituição, principalmente durante o mandato do presidente do banco Enrique Peña, que em 1916 comprometeu a instituição a "combater a usura" da maneira mais eficaz possível - disponibilizando agências prontamente em toda a cidade, a fim de diminuir os inconvenientes para quem precisa de nossos serviços".

### Banco Municipal de Buenos Aires
Um golpe nacionalista em 1943 levou ao súbito advento do coronel. Juan Perón como principal formulador de políticas do novo regime. O novo governo rapidamente transformou o controle da manipulação de preços nos serviços bancários e públicos uma peça central da política e, em 1944, o banco foi novamente reconfigurado como o Banco Municipal de Buenos Aires, para oferecer aos depositantes mais opções bancárias comerciais no crescente setor público da Argentina.
Os movimentos de massa que surgiram na Argentina desde os anos quarenta integraram classes sociais e politicamente urbanas derivadas da imigração européia e dos trabalhadores rurais do interior, ambos industrializados. Isso impactou a evolução do banco: os empréstimos sociais sob uma promessa começaram a se tornar uma ferramenta limitada em um país modernizador e crescente que converteu seus habitantes em cidadãos. O Banco Municipal teve que expandir seu papel na época, pois os novos profissionais e assalariados exigiam empréstimos para comprar e instalar suas próprias casas, e o vendedor e os pequenos empresários industriais precisavam expandir e modernizar suas instalações para acompanhar o mercado interno em expansão.
O banco tornou-se líder em empréstimos para pequenas empresas e financiou projetos de habitação pública em áreas carentes. A cidade comprou um lote no centro da cidade, na enorme Avenida Nueve de Julio (onde ficava o atacadista Mercado del Plata) em 1947 para a construção de escritórios municipais, e uma importante filial foi aberta após a conclusão do edifício em 1961.

## First House B.A Credits
A linha de crédito da First House B.A é uma resposta do Banco da Cidade de Buenos Aires e do Instituto de Vivenda da Cidade (Instituto de Habitação da Cidade de Buenos Aires) ao problema habitacional da cidade. Este programa oferece créditos hipotecários com a taxa mais baixa do mercado, para que as pessoas possam escolher e adquirir suas próprias casas, tudo através de um sistema de alocação objetivo e transparente.
O sistema atribui uma pontuação a cada candidato, e as pessoas que atingem uma determinada pontuação são selecionadas e notificadas por e-mail, e têm a nomeação para apresentar sua documentação no Instituto de Habitação. As pessoas que não fazem o corte também são informadas de sua situação por e-mail e são lembradas de que podem se registrar novamente no mês seguinte.

### Condições para comprar uma casa
- Tem que ser uma habitação única, para uso familiar e ocupação permanente.
- A propriedade deve valer até US$ 1.100.000 para candidatos sem filhos e US$ 1.300.000 com crianças.
- A casa não pode ser uma residência de luxo, o que significa que o valor não pode exceder os US$ 27.000 por metro quadrado. A avaliação será realizada pelo Banco da Cidade de Buenos Aires.
- Os interessados podem comprar seus imóveis na Cidade de Buenos Aires e na Grande Buenos Aires, considerados inferiores a 100 km dos limites da cidade.

### Banco da Cidade de Buenos Aires
A sede do banco foi transferida para sua localização atual, um edifício reformado de Sarmiento e Florida Street, em 23 de maio de 1968, por ocasião do 90º aniversário de sua fundação. Esses e outros novos escritórios permitiram ao banco expandir suas atividades de empréstimos comerciais em larga escala.
A mudança deu ao banco a oportunidade de criar uma nova imagem com blocos de vidro coloridos em grandes superfícies, internas e externas, além da criação de um logotipo de publicidade e a possibilidade de equipar todos os seus escritórios e subsidiárias.
Sua crescente concorrência com o Banco da Província de Buenos Aires levou à adoção de seu nome atual, "Banco da Cidade de Buenos Aires", em 16 de maio de 1972.
O Banco correu o risco de ser privatizado durante os anos 90, mas várias forças políticas e os próprios funcionários do banco o defenderam, e assim conseguiu permanecer sob a órbita do estado.

Após o processo de modernização e limpeza realizado nos últimos anos, o Banco retomou seu papel social, confirmado ao longo de sua história institucional.